# Anthobolus erythrocaulis
Anthobolus erythrocaulis là một loài thực vật có hoa trong họ Santalaceae. Loài này được F.Muell. mô tả khoa học đầu tiên năm 1893.